# British Home Championship 1930/31
De British Home Championship van 1930/31 was de 43e editie van de British Home Championship. Het toernooi werd gehouden van 20 oktober 1930 tot en met 22 april 1931. Engeland en Schotland werden kampioen.

## Eindstand
| Team          | Gsp | W | G | V | DV | DT | DS | Ptn |
| ------------- | --- | - | - | - | -- | -- | -- | --- |
| Engeland      | 3   | 2 | 0 | 1 | 9  | 3  | +6 | 4   |
| Schotland     | 3   | 1 | 2 | 0 | 3  | 1  | +2 | 4   |
| Wales         | 3   | 1 | 1 | 1 | 4  | 7  | –3 | 3   |
| Noord-Ierland | 3   | 0 | 1 | 2 | 3  | 8  | –5 | 1   |

## Wedstrijden
|                                                    |                                                                             |       |                 |                                                                                 |
| 20 oktober 1930 «onderlinge duels» 15:00 uur (UTC) | Engeland                                                                    | 5 – 1 | Noord-Ierland   | Bramall Lane, Sheffield Toeschouwers: 35.000 Scheidsrechter: John Thomson (SCO) |
| 20 oktober 1930 «onderlinge duels» 15:00 uur (UTC) | Harry Burgess 15', 35' Jimmy Hampson 25' Sammy Crooks 30' Eric Houghton 40' |       | 80' Jimmy Dunne | Bramall Lane, Sheffield Toeschouwers: 35.000 Scheidsrechter: John Thomson (SCO) |

|                                                    |                    |       |                  |                                                                                 |
| 25 oktober 1930 «onderlinge duels» 15:00 uur (UTC) | Schotland          | 1 – 1 | Wales            | Ibrox Stadium, Glasgow Toeschouwers: 23.106 Scheidsrechter: Charlie Lines (ENG) |
| 25 oktober 1930 «onderlinge duels» 15:00 uur (UTC) | Barney Battles 43' |       | 6' Tommy Bamford | Ibrox Stadium, Glasgow Toeschouwers: 23.106 Scheidsrechter: Charlie Lines (ENG) |

|                                                     |       |                                                            |          |                                                                                   |
| 22 november 1930 «onderlinge duels» 14:45 uur (UTC) | Wales | 0 – 4                                                      | Engeland | Racecourse Ground, Wrexham Toeschouwers: 11.282 Scheidsrechter: Hugh Watson (SCO) |
| 22 november 1930 «onderlinge duels» 14:45 uur (UTC) |       | 12', 70' Jimmy Hampson 35' Gordon Hodgson 72' Joe Bradford |          | Racecourse Ground, Wrexham Toeschouwers: 11.282 Scheidsrechter: Hugh Watson (SCO) |

|                                                     |               |       |           |                                                                            |
| 21 februari 1931 «onderlinge duels» 15:00 uur (UTC) | Noord-Ierland | 0 – 0 | Schotland | Windsor Park, Belfast Toeschouwers: 27.000 Scheidsrechter: Bert Hull (ENG) |
| 21 februari 1931 «onderlinge duels» 15:00 uur (UTC) |               |       |           | Windsor Park, Belfast Toeschouwers: 27.000 Scheidsrechter: Bert Hull (ENG) |

|                                                  |                                   |       |          |                                                                               |
| 28 maart 1931 «onderlinge duels» 15:00 uur (UTC) | Schotland                         | 2 – 0 | Engeland | Hampden Park, Glasgow Toeschouwers: 129.810 Scheidsrechter: Alf Attwood (WAL) |
| 28 maart 1931 «onderlinge duels» 15:00 uur (UTC) | Bob McPhail 61' Jimmy McGrory 64' |       |          | Hampden Park, Glasgow Toeschouwers: 129.810 Scheidsrechter: Alf Attwood (WAL) |

|                                                    |                                                       |       |                                 |                                                                                      |
| 22 april 1931 «onderlinge duels» 15:00 uur (UTC+1) | Wales                                                 | 3 – 2 | Noord-Ierland                   | Racecourse Ground, Wrexham Toeschouwers: 11.000 Scheidsrechter: William Harper (ENG) |
| 22 april 1931 «onderlinge duels» 15:00 uur (UTC+1) | Charlie Phillips 3' Tom Griffiths 40' Fred Warren 69' |       | 52' Jimmy Dunne 72' Dick Rowley | Racecourse Ground, Wrexham Toeschouwers: 11.000 Scheidsrechter: William Harper (ENG) |